# Jeremias
Jeremias (em hebraico: יִרְמְיָהוּ, hebraico moderno: Yīrməyahū, em hebraico tiberiano: Yīrəməyāhū; em grego: Ἰερεμίας, romanizado: Ieremíās; "Yah Exalta"), também chamado de "profeta chorão", foi um dos maiores profetas da Bíblia hebraica. De acordo com a tradição judaica, Jeremias foi o autor do Livro de Jeremias, dos Livros dos Reis e do Livro das Lamentações, com a assistência e sob a direção de Baruque, seu escriba e discípulo.
Jeremias é a única figura do Antigo Testamento, que segundo o âmbito acadêmico, tem mais relevância para os cristãos (ortodoxos, principalmente) do que para os judeus de forma geral.
O nome do seu pai era Hilquias(ou Helcias), um dos sacerdotes de Anatote, no território de Benjamim, a cinco quilômetros a nordeste do Monte do Templo em Jerusalém.
Embora de família sacerdotal, está ligado às tradições proféticas do Reino de Israel Setentrional, principalmente a Oseias, e não às tradições do sacerdócio e da corte de Jerusalém. Como Miqueias, ele pertence ao mundo camponês. De maneira crítica, ele traz consigo a visão dos camponeses sobre a situação do país.
É considerado o autor de dois dos livros da Bíblia:
- Livro de Jeremias
- Livro das Lamentações

## Biografia

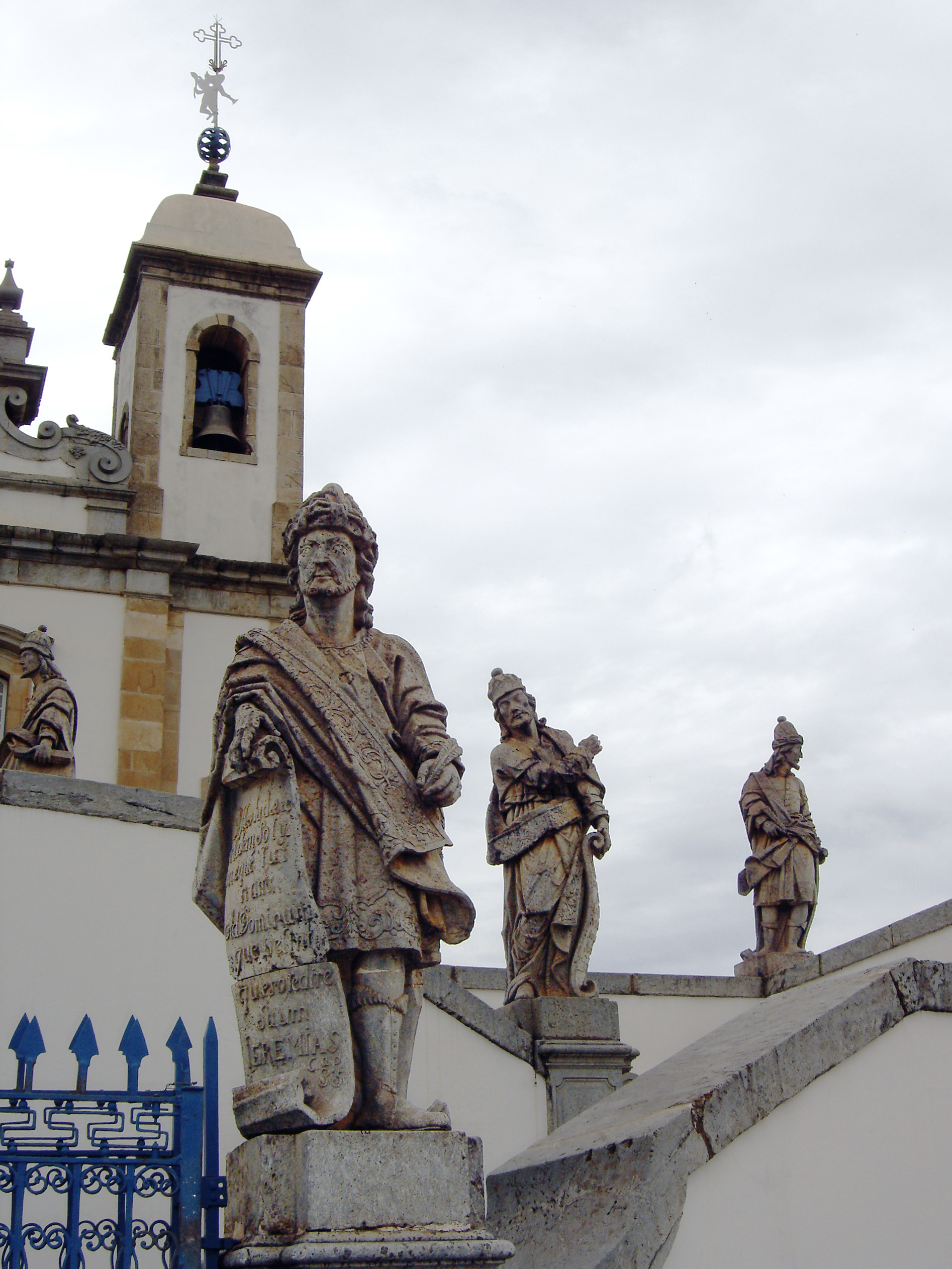
O profeta Jeremias (na frente) feito em pedra sabão por Aleijadinho no adro do Santuário do Bom Jesus de Matosinhos em Congonhas do Campo

De acordo com alguns autores, o pai de Jeremias, Hilquias, não era Hilquias, da linhagem de Eleazar, provavelmente era da linhagem de Itamar e possivelmente descendeu de Abiatar, chefe dos levitas em Jerusalém na época do rei David, que foi desterrado para Anatote por Salomão. O autor árabe Abul Faraj, porém, defendia que Jeremias fosse filho do sumo sacerdote Hilquias.
Jeremias era pesquisador e historiador, além de profeta. Acredita-se que tenha sido ele o autor do livro que leva seu nome e possivelmente os dois livros de Reis (tenha escrito adicionando-lhe relativos dados por Natã e Gade (I Crônicas 29:29) e outros escritores. É a história dos reis de Judá e Israel, desde Davi até Acabe e Jeosafá, num período de 118 a 125 anos), abrangendo a história de ambos os reinos (Judá e Israel) desde o ponto em que os livros de Samuel a deixaram (isto é, na última parte do reinado de Davi sobre todo o Israel), até o fim de ambos os reinos, e após, a queda de Jerusalém, teria escrito o Livro das Lamentações.
Os relatos biográficos em terceira pessoa que encontramos no Livro de Jeremias, que são atribuídos a Baruque, não se encontram em ordem cronológica, entretanto, por meio da seguinte sequência de trechos: 19:1-20:6; 26; 45; 28-29; 51:59-64; 34:8-22; 37-44, pode-se fazer uma leitura destes relatos na ordem cronológica.
A atividade profética de Jeremias se iniciou entre os anos de 626 ou 627 AC (1:2; 25:3), quando ele ainda era jovem (1:6), razão pela qual teria demonstrado receio ao assumir tal tarefa, e prosseguiu até 586 AC, podendo ser dividida em quatro períodos:

### Primeiro período: durante o reinado deJosias(627 a 609 AC)

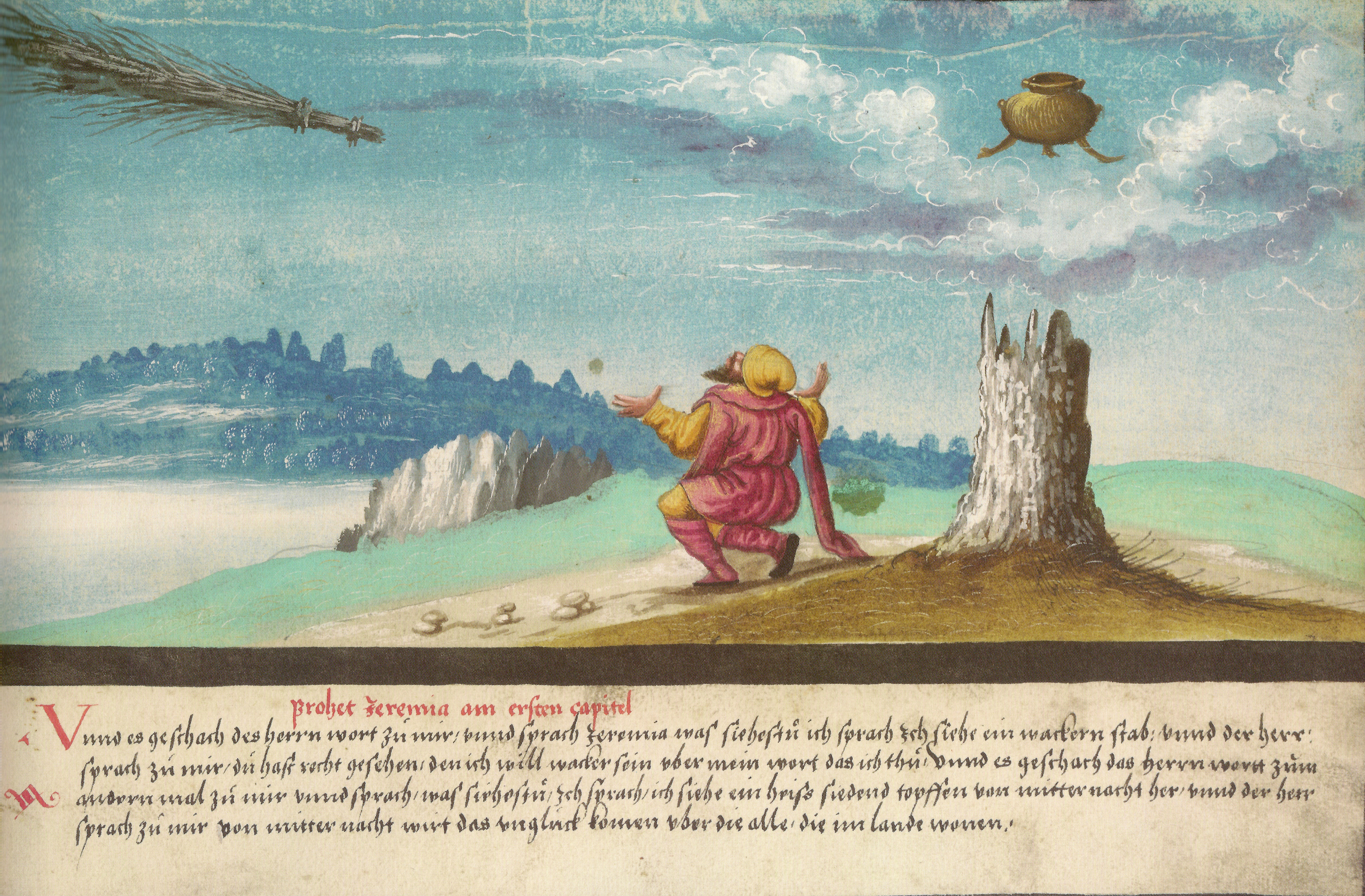
Visão de Jeremias, pintura do Augsburger Wunderzeichenbuch (Livro das Maravilhas de Augsburgo). Artista desconhecido, cerca de 1552.

Com apenas oito anos de idade, Josias foi nomeado rei pelo "povo da terra", expressão que indica a camada rural da sociedade. No início deste reinado, Jeremias proclamou um julgamento contra Israel e Judá por causa de sua infidelidade a Jeová e sua adesão a outros deuses (idolatria), especialmente os deuses que garantiam a fertilidade da natureza, os chamados baalins.
No âmbito internacional, a situação política está mudando rapidamente: a Assíria, grande potência da época, se enfraquece cada vez mais. Josias, já maior de idade, aproveita esse enfraquecimento para realizar ampla reforma e procura tomar o território que antes era do Reino de Israel Setentrional, e que pertencia à Assíria desde a queda de Samaria em 722 AC.
Josias deixa de pagar os impostos cobrados pelos dominadores e promove a reforma religiosa (cf. 2Rs 22,1-23,27), na qual tenta eliminar todos os ídolos do país e estabelecer novo relacionamento social centrado na Lei. Estranhamente Jeremias não faz nenhuma alusão a esta reforma social e religiosa.
Foi um período de prosperidade e otimismo, por isso Jeremias emite bom conceito sobre Josias (Jr 22,15-16).
Foram escritos neste período: 2:1-4:4 e 30:1-31:37.

### Segundo período: durante o reinado deJeoaquim(609 a 598 AC)
Com a decadência da Assíria (queda de Nínive em 612 AC), outros povos entram no cenário: citas, medos, babilônios e também os egípcios que tentam ressurgir depois de um período decadente. Com isso, a Palestina volta a ser palco de disputas políticas e militares. Josias morre em Megido, em 609 AC (2Rs 23:29), quando tenta impedir a incursão do Faraó Neco, que procura deter o avanço da Babilônia.
Neco depõe Jeoacaz, que sucedera Josias, e coloca no trono de Judá o despótico Jeoaquim. O povo detestava Jeoaquim, e Jeremias critica violentamente esse rei (Jr 22,13-19). É dessa época o famoso Discurso sobre o Templo (Jr 7,1-15; cf. cap. 26), que quase custou a vida do profeta.
O Discurso contra o Templo, que foi conservado em duas versões: 7,1-15 e 26,1-24. O primeiro destaca o conteúdo, o segundo as circunstâncias do discurso. Ocorreu entre setembro de 609 e abril de 608 AC, quando Jeremias colocou-se no pátio do Templo e denuncia a confiança da população judaíta no Templo de Jeová como falsa e previu a destruição do santuário, tal qual outrora acontecera com Siló.
Na opinião dos sacerdotes do Templo, Jeremias cometera uma dupla blasfêmia: falara em nome de Jeová e falara contra a casa de Jeová. Jeremias confirmou suas palavras perante o tribunal e só não morreu porque alguém se lembrou do profeta Miqueias, que, um século antes, pregara destino parecido para o Templo e para a cidade e nada sofrera.
No começo de seu governo, Joaquim preocupa-se em construir um novo palácio, exatamente no momento em que a crise econômica se agravava, pois Judá estava obrigado a pagar tributos ao Egito. Jeremias denuncia o governo de Jeoaquim como ganancioso, assassino e violento (22:13-19), pois não cumpre sua função real de exercer a justiça e o direito e de proteger os mais fracos, e vai dizer ao rei que ele, quando morrer, nem merece ser sepultado, mas como um jumento deverá ser jogado para fora das muralhas de Jerusalém, pois, ao contrário de seu pai, Jeoaquim "não conhece Jeová".
A Babilônia surge como grande potência, sob o reinado de Nabucodonosor II. Jeremias adverte os israelitas que os babilônios, em breve, invadirão o país (4:5-6:30; 5:15-17; 8:13-17). Possivelmente por volta de 605 AC, quando Nabucodonosor II venceu o Faraó Neco II e ameaçou Judá, o profeta foi ao pátio do Templo e anunciou a destruição de Jerusalém (19:14-20,6), e, por isso, foi preso por Fassur, chefe da guarda do Templo, surrado e colocado no tronco por uma noite. Depois disso, foi-lhe proibida (36,5), a entrada no Templo.
Assim mesmo, Jeremias continua denunciando o povo que se esqueceu de Deus, por falsear o culto, pela falsa segurança, pelas idolatrias e pelas injustiças sociais. E aponta os principais responsáveis: são as pessoas importantes que detêm o poder em Jerusalém (rei, ministros, falsos profetas, sacerdotes), para isso convoca o escriba Baruque e dita-lhe as Profecias de julgamento contra a nação (36:1-32), no quarto ano do governo de Jeoaquim, em 605 AC.
Em dezembro de 604 AC Jeremias manda Baruque ler o livro, em um momento em que Nabucodonosor II atacava a cidade filisteia de Ascalão, vizinha de Judá, é o momento em que o profeta alerta: O "inimigo do norte" está às portas, ou a conversão ou a destruição.
Jeoaquim mandou queimar o escrito e prender Jeremias e Baruque (36:21-26), que se esconderam e não foram achados. Posteriormente, Jeremias manda que Baruque escrever tudo de novo e ainda acrescenta ao livro outras palavras (36,27-32).
Jeremias também luta para desmascarar os falsos profetas (14:13-16; 23:13-40) que, segundo o profeta: falam em seu próprio interesse, fortalecem as mãos dos perversos, para que ninguém se converta de sua maldade, seduzem o povo com suas mentiras e seus enganos, roubando um do outro a palavra de Jeová.
Jeremias estava com a razão, e sua visão realista se confirmou: em 598 AC, o exército babilônio estava às portas de Jerusalém. Nessa época, o rei Jeoaquim morreu, provavelmente assassinado. Seu filho e substituto Jeconias, também chamado Joaquim, não teve tempo para nada: após três meses Jerusalém era invadida. Então o profeta, juntamente com parte da elite judaica, foi levado para o Exílio na Babilônia em 597 AC. Metanias, tio de Joaquim, foi instalado por Nabucodonosor II, para reinar em Jerusalém.
Jeremias apregoara que este castigo seria decorrente ruptura da aliança. Em Judá, Jeremias só via rebeldia contra Jeová Deus, levando o povo a maldades e crimes sem conta. Não havia o mínimo "conhecimento de Deus(יהוה YHWH ou Jeová)", que só é possível através da prática do direito, da justiça, da solidariedade. Os poderosos tramam sistematicamente contra o povo, todos buscam desesperadamente a riqueza e não há paz. A mentira domina, desde o ensinamento dos profetas à lei dos sacerdotes, levando o país ao caos. Todos se tornam inimigos de todos. Impera a idolatria. O fim será trágico, segundo os capítulos 8 e 9 de Jeremias.
Jeremias constata a ausência do direito e da verdade entre as pessoas comuns (5:1), mas maior corrupção encontra entre os grandes e poderosos, que não agem mal por ignorância, senão por determinação consciente e persistente (5:4-5). Quanto mais a crise nacional se aprofunda, mais os líderes se recusam a encontrar soluções. Só procuram satisfazer seus interesses imediatos e deixam o país afundar: "Eles cuidam da ferida do meu povo superficialmente, dizendo: 'Paz! Paz!', quando não há paz", (6:14; 8:11).
Em 5:26-28 são descritos os poderosos e suas armadilhas para apanhar o povo e escravizá-lo impunemente.

### Terceiro período: durante o reinado deZedequias(597 a 586 AC)
Zedequias assume o trono com 21 anos de idade, para dirigir um Judá arruinado, com várias cidades destruídas e uma economia desorganizada, se submete aos babilônios e se mostra indeciso. Nesse momento surge uma disputa para determinar a identidade do Povo de Deus entre aqueles que foram para o Exílio na Babilônia e aqueles que ficaram em Judá.
Jeremias se nega a participar de uma visão simplista (cap. 24) e coloca o assunto dentro da política realista: Zedequias e a corte de Jerusalém são incapazes de salvar o povo do desastre. Por isso os deportados ainda são os que podem trazer esperança, pois estão aprendendo uma dura lição. Essa idéia leva Jeremias novamente para a prisão.

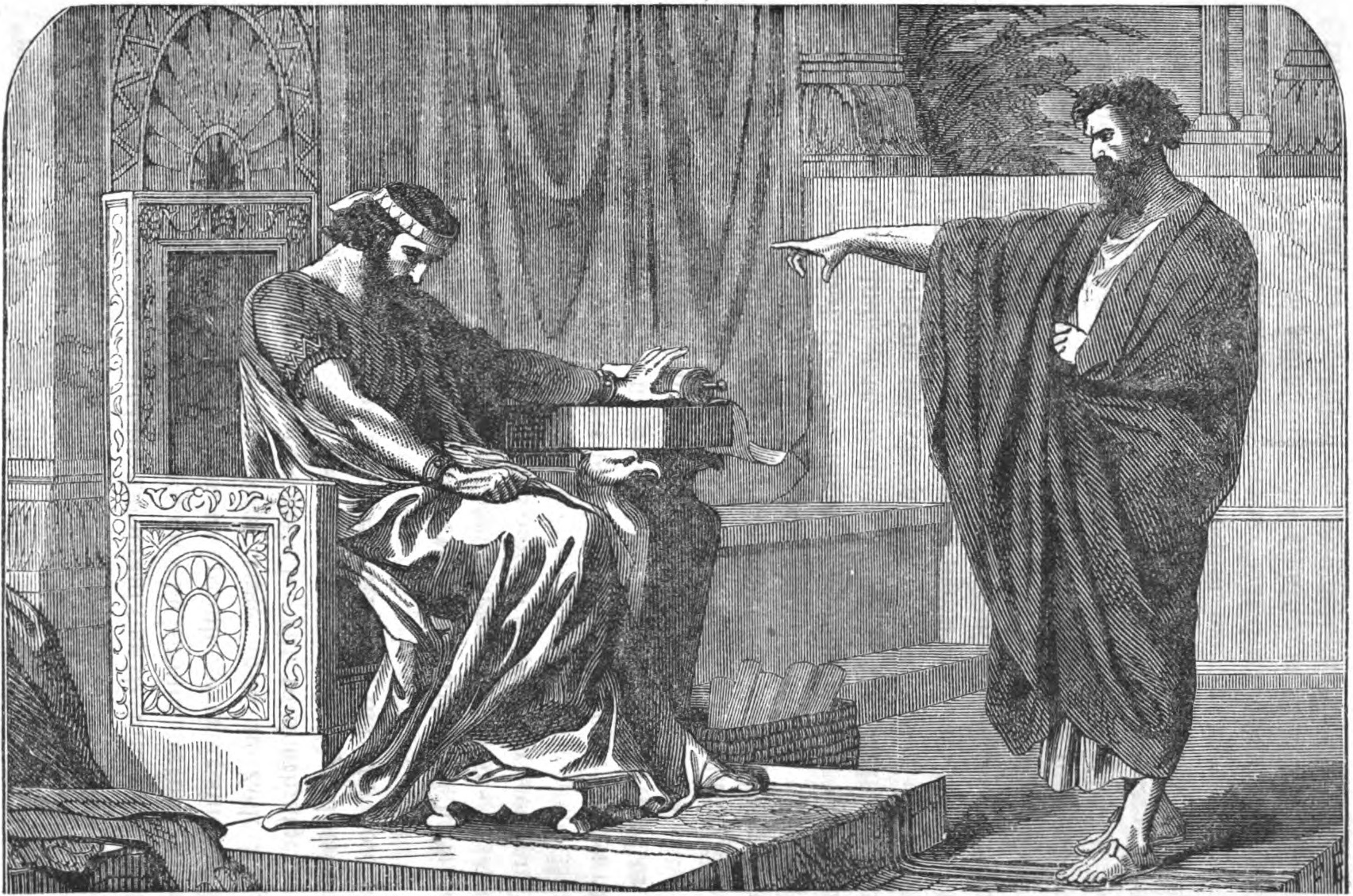
Jeremias confronta o rei, e o diz que Jerusalém será tomada. Artista desconhecido, 1873.

Pressionado por seus oficiais, Zedequias tenta armar uma revolta contra a Babilônia, que, fracassa, conforme previsto por Jeremias. Jerusalém é sitiada pelos babilônios, nesse momento, Jeremias também vê nos camponeses uma luz salvadora (32,15). Em 587 AC ocorre a segunda deportação.

### Quarto período: depois da queda deJerusalém(a partir de 586 AC)
Em 586 AC, Nabucodonosor II resolve destruir Jerusalém totalmente: incendeia o Templo, o palácio, as casas e derruba as muralhas. Mas permite que Jeremias fique no país, então, o profeta vai viver com Godolias (ou em outras traduções, Gedalias), novo governador da Judeia.
Nesse mesmo ano, Godolias é assassinado por um grupo anti-babilônico, liderado por um descendente da casa real de Judá, Ismael, e o profeta se vê forçado a fugir para o Egito, obrigado por Joanã (um dos comandantes do exército de Judá). Esse grupo passa a residir na cidade de Tafnes, cidade situada a leste do Delta do Nilo, onde passa a repreender a idolatria que seus conterrâneos ali praticavam (40,7-44,30).
Segundo o apócrifo Vida dos Profetas, escrito por um judeu da Palestina no séc. I DC Jeremias foi apedrejado e morto por seus conterrâneos quando residia no Egito.

### Balanço
Pode-se dizer que a missão de Jeremias consistia em alertar o povo a respeito de das consequências de sua desobediência, tendo por reação aos alertas rejeição da mensagem. Ele se tornou um dos profetas que anunciaram o Exílio, no qual viu seu povo perder suas instituições e a própria terra. Se apresenta como um grande solitário (15:17), incompreendido e perseguido até pelos membros de sua família (12:6; 20:10; 16:5-9), nunca chegou a ser pai (16:1-4), foi arrastado contra a sua vontade para o Egito, nenhum vestígio restou de sua tumba.
No entanto, sua confiança no Deus que é sempre fiel lhe deu a capacidade de mostrar, ao povo e a nós, que esse mesmo Deus manterá seu relacionamento conosco, sem precisar de instituições mediadoras (31,31-34). Ao colocar em primeiro plano os valores espirituais, destacando o relacionamento íntimo que o coração deve ter com Jeová, ele antecipou elementos da Nova Aliança; e sua vida de sofrimentos a serviço de Deus, pode ter inspirado Isaías na construção da Imagem do Servo (Isaías 53).

## Conclusão
Jeremias foi um crítico da conduta do seu povo e com os julgamentos que este sofreu, mediante uma visão de que Israel era a nação de Deus, vinculada a Ele por meio de um pacto e sujeita à sua Lei, o que eles violavam claramente naqueles dias praticando a idolatria, desrespeitando o descanso no dia do sábado e não libertando os escravos no Ano do Jubileu. 
As denúncias de Jeremias reivindicavam a atenção dos príncipes e do povo, para que fossem responsáveis pela Lei, a qual violavam constantemente. Suas críticas eram feitas em discursos acalorados em plena praça pública. Seus principais alvos eram os sacerdotes, profetas, governantes e todos aqueles que seguiam o legalismo do "proceder popular".
Todavia, ele reconhecia que sua comissão era também de 'construir e plantar' (Jr 1:10). Chorou diante da calamidade que sobreviria a Jerusalém (Jr 8:21, 22; 9:1). 
O livro de Lamentações constitui evidência do seu amor e da sua preocupação com o povo de Deus. 
Apesar das atitudes para com ele, Jeremias suplicou ao Rei Zedequias, o rei vassalo, para que continuasse a viver(Jr 38:4, 5, 19-23)
Segundo os relatos em seu livro, Jeremias não se julgava justo aos seus próprios olhos, mas incluía a si mesmo ao admitir a iniquidade daquela nação (Jr 14:20, 21). Depois de liberto por Nebuzaradã, hesitou em abandonar aqueles que estavam sendo levados para o cativeiro babilônico, talvez achando que devia compartilhar a sorte deles, ou desejando continuar servindo aos interesses espirituais deles (Jr 40:5).
Por vezes, em sua longa carreira, Jeremias ficou desanimado e necessitou a confirmação do apoio de Jeová, mas, mesmo em adversidade, não deixou de invocar a Ele, pedindo-lhe ajuda. - Jeremias 20:7-13.
Encontrou bons companheiros, a saber, os recabitas, Ebede-Meleque e Baruque. Por meio destes amigos, foi ajudado e livrou-se da morte.

## Autoria de Lamentações
A atribuição da autoria do Livro das Lamentações à Jeremias é questionada, pois Jeremias, tal como é conhecido por suas profecias autênticas, não poderia ter dito que a inspiração profética tinha se esgotado (2:9), nem louvar Sedecias (4:20 x Jr 24:8), nem esperar auxílio do Egito (4:17 x Jr 37:5-7), nem apoiar a doutrina da dívida pelos pecados dos pais (5:7 x Jr 31:29-30; 5:6 x Jr 2:18) além disso seu gênio espontâneo é incompatível com o estilo erudito dos poemas que estão no Livro das Lamentações, havendo quem sustente que foram escritas por adversários de Jeremias.

## Profecias
Jeremias encenou para Jerusalém vários pequenos dramas como símbolos da condição dela e da calamidade que lhe sobreviria. Entre eles:
A visita à casa do oleiro (Jr 18:1-11) e o incidente com o cinto estragado. (Jr 13:1-11) Ordenou-se a Jeremias que não se casasse; isto servia de aviso das "mortes por enfermidades", das crianças que nascessem naqueles últimos dias de Jerusalém. (Jr 16:1-4) Ele quebrou uma botija diante dos anciãos de Jerusalém, qual símbolo do impendente destroçamento da cidade. (Jr 19:1, 2, 10, 11) Comprou de volta um campo de Hanamel, filho de seu tio paterno, como figura da restauração que viria depois do exílio de 70 anos, quando se comprariam novamente campos em Judá. (Jr 32:8-15, 44) Lá em Tafnes, no Egito, ele ocultou grandes pedras no terraço de tijolos da casa do Faraó Necao II, profetizando que Nabucodonosor II fixaria seu trono sobre aquele exato ponto. - Jr 43:8-10.

## Relação com outras figuras bíblicas
O profeta Daniel com base no estudo das palavras de Jeremias a respeito do exílio de 70 anos, pôde fortalecer e encorajar os judeus a respeito da proximidade da sua libertação. (Dn 9:1, 2; Je 29:10) Esdras trouxe à atenção o cumprimento das palavras dele. (Ed 1:1; veja também 2 Cr 36:20, 21.)
O apóstolo Mateus apontou para o cumprimento de uma das profecias de Jeremias nos dias em que Jesus era criancinha. (Mt 2:17, 18; Jr 31:15)
O autor de Hebreus mencionou os profetas, entre os quais se achava Jeremias, cujos escritos citou, em Hebreus 8:8-12. (Jr 31:31-34) A respeito destes homens, o mesmo escritor disse que "o mundo não era digno deles", e que 'receberam testemunho por intermédio de sua fé'. - Hb 11:32, 38, 39. 